# Petar Ratkov
Petar Ratkov, em sérvio: Петар Ратков (Belgrado, 18 de agosto de 2003), é um futebolista sérivo que joga pelo Red Bull Salzburg.
Pela Seleção Sérvia, foi convocado à Eurocopa 2024.